# 台湾銀行
台湾銀行（たいわんぎんこう）は中華民国（台湾）の銀行で、台湾最大の商業銀行。かつては中央銀行、もしくは実質的な中央銀行であったが、その役割は現在は中華民国中央銀行が担っている。略称は台銀。
- 第二次世界大戦以前の台湾にあった特殊銀行。→#日本統治時代
- 第二次世界大戦後の台湾にある金融機関。→#中華民国統治時代

## 日本統治時代

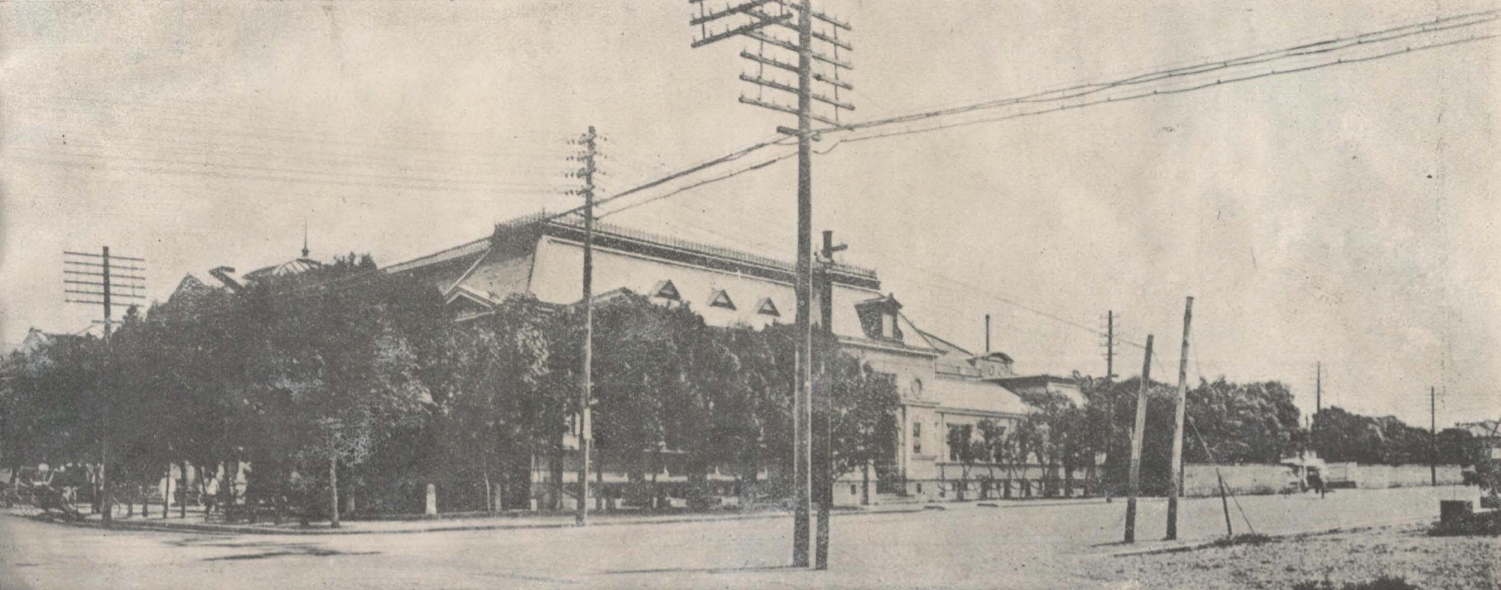
台湾銀行初代本店（1916年）

日本統治時代の台湾銀行とは、1897年（明治30年）4月1日に公布された「台湾銀行法」によって1899年（明治32年）7月5日に設置、9月26日営業開始された、台湾の貨幣（台幣）の発行権を持つ特殊銀行であるとともに、日本統治時代の台湾における最大の商業銀行である。創立時の資本金は500万円であったが、1910年（明治43年）、1915年（大正4年）、1918年（大正7年）、1919年（大正8年）と増資され、最終的には6,000万円に達した。本店は台北市におかれ、支店数31、出張所1を有した。

### 営業開始までの道のり
「台湾銀行法」の制定理由にある設立趣意書には、「台湾銀行は台湾の金融機関として商工業並びに公共事業に資金を融通し台湾の富源を開発し経済上の発達を計り、尚進みて営業の範囲を南清地方南洋諸島に拡張し是等諸国の商業貿易の機関となり金融を調和するを以って目的とす。」とある。1897年（明治30年）の「台湾銀行法」の制定後、台湾銀行の設立準備の際、台湾を金本位制にするか銀本位制にするか大きな問題となった。結局、銀を金と計算させて、刻印付き円銀を流通させた。こうした議論の中で、「台湾銀行法」が施行された2年後の1899年（明治32年）になって台湾銀行設立の動きが、ようやく加速した。同年3月「台湾事業公債法」が制定され、土地調査事業や鉄道建設、港湾設備に必要な費用3,500万を公債で調達し、その公債消化に専売事業収入を充当することが決定されると、台湾銀行は公債発行の要の地位を与えられて、その設立が急がれた。設立当初より株式の募集は予定通り進んでいなかったため、日本政府は、「台湾銀行補助法」（明治32年法律第35号）を制定し、同銀行資本金500万円のうち100万円を引受け、また創立当初より5年間は政府引受株式に対する配当金は欠損補填準備金に組み入れるべく、政府はその引受株式を売却せず、また政府は金200万円に相当する銀貨無利子にて5年間貸与するものと定めた。この結果初めて株式募集が成功することとなり、同年9月に資本金500万円をもって、ようやく営業を開始することができた。

### 業務（中央銀行として）

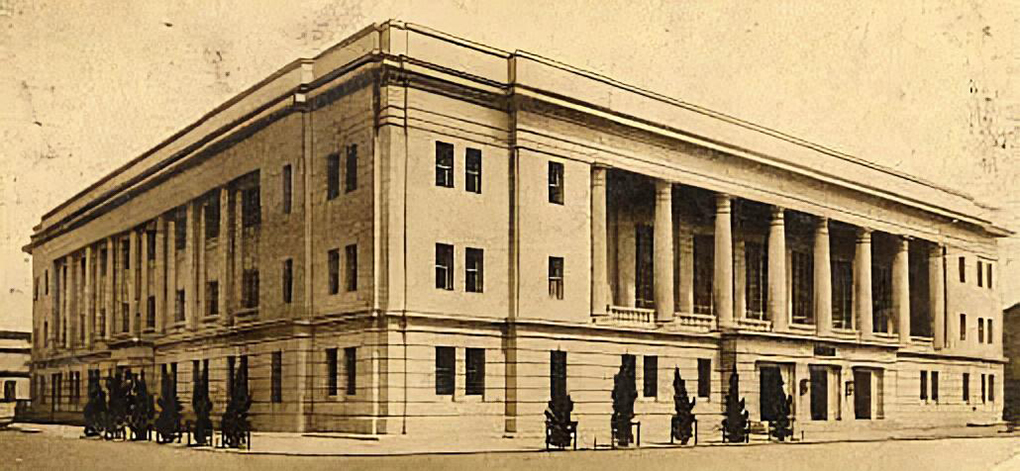
1937年竣工の台湾銀行本店

台湾における中央銀行として、長期短期金融に従い、南中国、南洋の貿易金融のほかに対欧米為替業務にも進出した。銀行券の発行はいつでも金貨と引換るべき券面金額1円以上の銀行券を発行し得た（同額の金銀貨および地金銀を支払準備として）。ほかに2,000万円までの保証準備発行を許され、さらに制限外発行（年5パーセント以上の発行税納付）をもなし得た。

### 業務（商業銀行として）
台湾銀行は、台湾の産業資金を融資し、その豊富な資源を開発し、南中国、南洋との貿易金融をつかさどった。
その具体的業務は：
1. 為替手形その他商業手形の割引
2. 為替および荷為替
3. 平常取引する会社および商人のため手形金の取立
4. 確実な担保のある貸付
5. 預り金および当座貸付
6. 金銀貨・貴金属および証券の保護預り
7. 地金銀の売買および貨幣の交換
8. 保付社債にかんする信託業務
9. 他銀行の業務代理
10. 国債・地方債・株式の募集、その払込金の受入またはその元利金もしくは配当金の支払の取扱
11. 国債・地方債・各債券および主務大臣の認可を受けた有価証券の応募引受買入

などであった。
台湾最大の商業銀行であり、1926年（大正15年）度における台湾銀行資本額は、全台湾の銀行の総資本額の45パーセントを占めていた。当時の台湾商工銀行、華南銀行、彰化銀行、台湾貯蓄銀行4銀行の資金を支配し、直接間接に糖業、茶葉、樟脳、タバコ、塩業などの産業を支配した。のちには営業を華南および南洋諸島にも拡張した。

### 鈴木商店への貸出・休業・再建
第一次世界大戦中の戦争景気で投機的な取引を行い莫大な利益を上げた鈴木商店に資金を融通し、この頃から、台湾内の取引額より、日本での取引額が上回るようになった。1920年代後半の時点では、総貸出額7億円余りのうち、半分近くの3億5,000万円が鈴木商店への貸出しであった。ここまでの割合の貸出しが行われた背景には鈴木商店の経営者である金子直吉が日本の財閥系の銀行を嫌っていたという事情があり、台湾銀行側も日本への貸付けを行うために予てより鈴木商店から食い込もうとしていた。つまり鈴木商店とは取引上依存関係にあった。
1920年（大正9年）に始まった反動不況で鈴木商店が危機に陥ると、震災手形で一時凌ぐが、膨大な不良債権を抱え、1927年の昭和金融恐慌で休業に陥る。モラトリアムを実施。
1925年9月1日、株主総会、損失整理案決定、4分の1減資、積立金全額とりくずしなど。1927年3月26日、鈴木商店に新規貸出停止を通知。1927年4月5日、台湾銀行調査会官制公布（勅令）、会長井上準之助、5月13日阪谷芳郎、7月13日台湾銀行整理案を答申。1927年7月19日、閣議、台湾銀行整理案を決定。9月1日、株主総会、資本金3分の2切捨などの整理案を承認。これらの措置及び政府の支援措置によって再建した（参照:「台湾銀行整理方針ニ関スル件」（昭和2年［1927年］7月19日閣議決定）、国立公文書館。）。

### 第二次世界大戦後
1945年（昭和20年）第二次世界大戦敗戦。同年9月30日、GHQは終戦連絡中央事務局を通じ日本政府に対し「植民地銀行、外国銀行及び特別戦時機関の閉鎖」に関する覚書を交付。この覚書に基づき、台湾銀行は即時閉鎖する銀行（閉鎖機関）の対象となり、清算され解散した（昭和20年大蔵外務内務司法省令第1号「外地銀行、外国銀行及び特別戦時機関の閉鎖に関する件」）。
1957年（昭和32年）2月25日に当社の株式の店頭売買が廃止となった。
なお、1957年3月18日、国内の残余資産によって日本貿易信用株式会社（現:株式会社日貿信）が設立された。4月1日開業。
旧東京支店の跡地に東洋信託銀行本社ビル（後:UFJ信託銀行本社、現:三菱UFJ信託銀行東京営業部ビル）が建設された。また、上海租界の外灘に支店の建物が建設された（現:招商銀行支店）。

### 台湾銀行・歴代頭取（日本統治時代）
- 初代：添田寿一:1899年6月15日 - 1901年11月25日
- 二代：柳生一義（中国語版）:1901年11月25日 - 1916年1月24日
- 三代：桜井鉄太郎:1916年1月24日 - 1920年8月13日
- 四代：中川小十郎:1920年8月13日 - 1925年8月12日
- 五代：森広蔵:1925年8月13日 - 1927年8月4日
- 六代：島田茂:1927年8月4日 - 1934年5月2日
- 七代：保田次郎:1935年4月23日 - 1939年5月12日
- 八代：水津弥吉:1939年5月12日 - 1944年5月11日
- 九代：上山英三:1944年5月12日 - 1945年9月30日閉鎖

### 画像

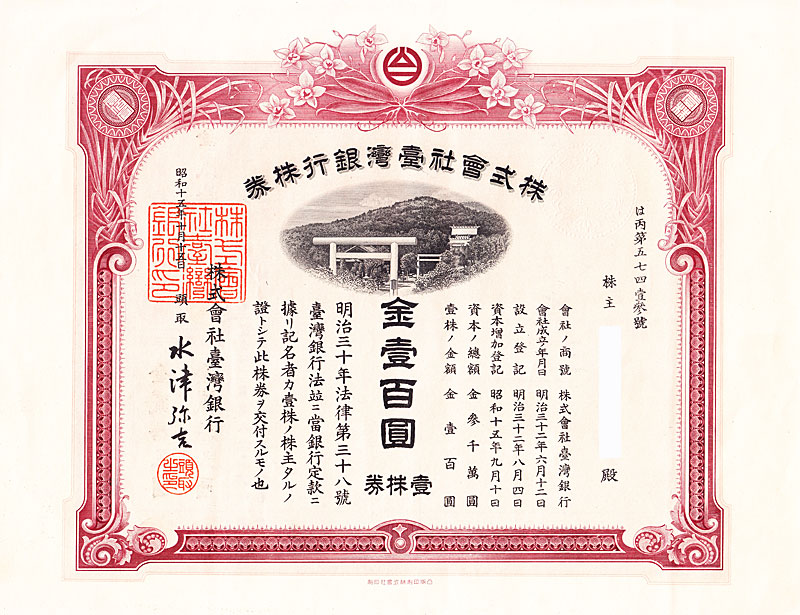
台湾銀行株券（1株券、100円）1943年9月10日発行

### 台湾銀行出身者（日本統治時代）
- 小山美登四 - 台湾銀行本店支配人代理、台湾高雄州協議会員、岡山県議会議員

## 中華民国統治時代

台湾銀行のロゴ

中華民国統治時代の台湾銀行とは、第二次世界大戦後の1946年に、前述の日本統治時代の台湾銀行に台湾貯蓄銀行・三和銀行の台湾内での店舗網（旧:大阪中立銀行の後身）を統合の上で設立された、台湾最大の商業銀行である。
法的な位置づけとしては新設の金融機関であるが、実態としては日本統治時代の台湾銀行の後身である。また台北市にある本行（本店）の隣には中華民国総統府（旧:台湾総督府）がある。また、中正区にある建築家西村好時の設計により建てられた日本統治時代の本店はそのまま現在も使用されている。

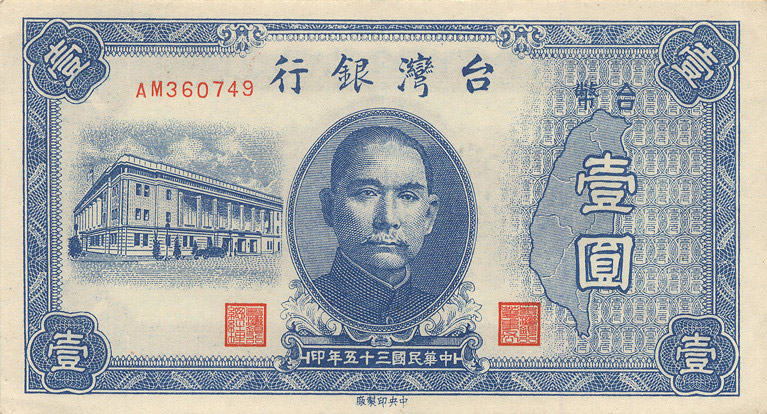
台湾銀行発行の台湾ドル紙幣

設立当初は国営ではなく台湾省営で、1998年の組織改革により、財政部全額出資の国営銀行となっている。なお、当該の組織改革の2000年時点まで中華民国中央銀行の発券業務および国庫業務を受託していたが、台湾銀行はあくまでも商業銀行であり、中央銀行ではなかった。この措置は台湾銀行は中華民国台湾省及びその附属地だけの地方発券銀行で中華民国全国の中央銀行ではないという法的位置づけがあったためとされている。
また台湾銀行の発券した台湾ドルであるが、2003年6月30日をもって流通停止となっており、2020年現在では商業取引に利用できない。そのため、原則として台湾銀行券は台湾銀行窓口で中華民国中央銀行発行の紙幣に交換しなければならない。
2007年7月1日、同じく国営の金融機関である中央信託局を吸収合併した。2008年1月1日、中華民国財政部が100％出資する「臺灣金控」(Taiwan Financial Holdings、台湾フィナンシャルホールディングス)が設立され、台湾銀行はその傘下となった。将来的には、株式市場に上場し、民営化される予定である。合併後の資金量は3兆台湾ドル程度となる見込みで、台湾最大の商業銀行としての立場を維持する。
2012年9月17日、中国上海に支店を開設した。同支店は、中国における台湾ドル決済行として、中台間の金融決済業務を担当する。
日本では東京都千代田区内幸町に東京支店が設置されている。